# Andriej Gołubiew
Andriej Gołubiew, rus. Андрей Голубев (ur. 22 lipca 1987 w Wołżskim) – kazachski tenisista pochodzenia rosyjskiego, reprezentant w Pucharze Davisa, medalista igrzysk azjatyckich.

## Kariera tenisowa
W gronie profesjonalistów od 2005 roku. W swojej karierze wygrywał turnieje z serii ATP Challenger Tour w grze pojedynczej oraz w grze podwójnej.
Pierwszy sukces szczebla ATP World Tour Gołubiew zanotował w Petersburgu z roku 2008, gdzie przechodząc przez kwalifikacje pokonał w drabince głównej turnieju m.in. Marata Safina i Victora Hănescu. Pojedynek finałowy przegrał z Andym Murrayem.
W lipcu 2010 roku Gołubiew wygrał swój pierwszy turniej ATP World Tour, na kortach ziemnych w Hamburgu. W drodze po tytuł pokonał m.in. Nikołaja Dawydienkę, a w finale wynikiem 6:3, 7:5 Jürgena Melzera. Na początku października osiągnął finał w Kuala Lumpur, eliminując m.in. Robina Söderlinga i Davida Ferrera. W finale nie sprostał jednak Michaiłowi Jużnemu.
Pierwszy deblowy finał zawodów ATP Tour Gołubiew osiągnął na początku sierpnia 2014 roku w Kitzbühel, wspólnie z Danielem Braccialim. Spotkanie o tytuł para przegrała z Henrim Kontinenem i Jarkko Nieminenem. W 2021 roku podczas French Open razem z Aleksandrem Bublikiem awansowali do finału rozgrywek deblowych, w którym Kazachowie przegrali z deblem Pierre-Hugues Herbert–Nicolas Mahut 6:4, 6:7(1), 4:6.
We wrześniu 2014 roku Gołubiew zdobył złoty medal igrzysk azjatyckich w Inczonie w konkurencji gry drużynowej.
Od 2008 roku Gołubiew reprezentuje Kazachstan w Pucharze Davisa. Do lutego 2023 roku rozegrał w rozgrywkach czterdzieści dwa mecze, z których szesnaście wygrał w singlu i dwanaście w deblu.
W rankingu gry pojedynczej najwyżej był na 33. miejscu (4 października 2010), a w klasyfikacji gry podwójnej na 21. pozycji (16 maja 2022).

### Finały w turniejach ATP Tour
| Legenda                                      |
| -------------------------------------------- |
| Wielki Szlem                                 |
| Igrzyska olimpijskie                         |
| Tennis Masters Cup / ATP Finals              |
| ATP Masters Series / ATP Tour Masters 1000   |
| ATP International Series Gold / ATP Tour 500 |
| ATP International Series / ATP Tour 250      |

#### Gra pojedyncza (1–2)
| Końcowy wynik | Nr | Data                 | Turniej      | Nawierzchnia  | Przeciwnik    | Wynik finału        |
| ------------- | -- | -------------------- | ------------ | ------------- | ------------- | ------------------- |
| Finalista     | 1. | 27 października 2008 | Moskwa       | Twarda (hala) | Andy Murray   | 1:6, 1:6            |
| Zwycięzca     | 1. | 25 lipca 2010        | Hamburg      | Ceglana       | Jürgen Melzer | 6:3, 7:5            |
| Finalista     | 2. | 3 października 2010  | Kuala Lumpur | Twarda (hala) | Michaił Jużny | 7:6(7), 2:6, 6:7(3) |

#### Gra podwójna (0–3)
| Końcowy wynik | Nr | Data                 | Turniej            | Nawierzchnia  | Partner           | Przeciwnicy                         | Wynik finału     |
| ------------- | -- | -------------------- | ------------------ | ------------- | ----------------- | ----------------------------------- | ---------------- |
| Finalista     | 1. | 2 sierpnia 2014      | Kitzbühel          | Ceglana       | Daniele Bracciali | Henri Kontinen Jarkko Nieminen      | 1:6, 4:6         |
| Finalista     | 2. | 12 czerwca 2021      | French Open, Paryż | Ceglana       | Aleksandr Bublik  | Pierre-Hugues Herbert Nicolas Mahut | 6:4, 6:7(1), 4:6 |
| Finalista     | 3. | 31 października 2021 | Petersburg         | Twarda (hala) | Hugo Nys          | Jamie Murray Bruno Soares           | 3:6, 4:6         |